# Gay Sex in the 70s
Gay Sex in the 70s je americký dokumentární film, který natočil režisér Joseph F. Lovett v roce 2005. V České republice film v roce 2006 vyšel na DVD, ovšem pouze jako příloha v časopise Živel.
Dokument pojednává o homosexuálním promiskuitním způsobu života v New Yorku v 70. letech. Mapuje období od Stonewallských nepokojů v roce 1969 až po vypuknutí epidemie AIDS na začátku 80. let. Film je postaven na výpovědích přeživších pamětníků a dochovaném archivním materiálu.